# Bebo

Bebo

Bebo ist ein soziales Netzwerk, das 2007 vor allem in England eine starke Stellung hatte, aber dann deutlich hinter Facebook zurückfiel.
Das Unternehmen wurde 2005 von den Eheleuten Birch in San Francisco gegründet, hatte zeitweise 25 Millionen Mitglieder und konkurrierte mit Myspace, das seit dem Sommer 2005 dem News-Corp.-Imperium angehörte (bis 2011).
Bebo war vor allem in Europa und Ozeanien beliebt: Europäer stellten 62,5 Prozent der Bebo-Gemeinde dar. Allerdings ist Bebo in vielen Teilen Europas, so zum Beispiel in Deutschland, weitgehend unbekannt, da es lange eine rein englischsprachige Seite war.
In Großbritannien hatte Bebo, nach einzelnen Besuchen gerechnet, den damaligen Weltmarktführer Myspace im Juli 2007 sogar überholt: 10,7 Millionen Briten besuchten Bebo, während es bei Myspace 10,1 Millionen waren. Der Drittplatzierte, Facebook, verzeichnete 7,6 Millionen Besuche.
Am 13. März 2008 übernahm der Time-Warner-Konzern über sein Internetangebot AOL Bebo für 850 Millionen Dollar. Time Warner-Chef Jeff Bewkes bewertete dies als die „riskanteste Übernahme“ seines Unternehmens in dem Jahr.
Am 17. Juni 2010 wurde Bebo aufgrund von Erfolglosigkeit von AOL an den kalifornischen Finanzinvestor Criterion Capital Partners zu einem unbekannten Preis verkauft. Es sollen weniger als zehn Millionen Dollar gewesen sein. 2013 kaufte dann der Bebo-Gründer Michael Birch wieder seine Webseite für eine Million Dollar zurück.
Im September 2012 wurde bekannt, dass eine Investorengesellschaft um Bebo die Berliner VZ Netzwerke von Holtzbrinck Digital übernommen hatte. Ungeachtet der Umstrukturierung des Unternehmens stieg Bebo damit vorübergehend zu einer der größten Plattformen in Deutschland auf, vor allem aufgrund des Ende April 2013 abgeschalteten SchülerVZ.